# Сун, Виктория
Сун Цянь (кит. 宋茜, также Сон Джон (кор. 송전; род. 2 февраля 1987 года, более известная как Виктория или Виктория Сун) – китайская певица, актриса, модель, телеведущая, автор и танцовщица. Является лидером, главным танцором, саб-рэпером и саб-вокалисткой гёрл-группы f(x).
Популярность Виктории резко возросла после участия в шоу «Мы поженились» и «Непобедимая молодёжь» в 2010 году. Она также известна ролями в телесериалах «Любовь ворвётся в двери» (2012), «Красивая тайна» (2015), «Ледяная фантазия» (2016) и «Обещание» (2017). Виктория снималась и в полнометражных фильмах, таких как «Моя несносная девчонка 2» (2016) и «Свадьба лучшего друга» (2016). 13 марта 2018 года она дебютировала как сольная исполнительница с синглом «Roof on Fire».

## Биография
Сун Цянь родилась 2 февраля 1987 года в городе Циндао китайской провинции Шаньдун. В раннем возрасте она покинула родной город, чтобы обучаться в Пекине. После окончания школы Сун Цянь поступила в танцевальную академию по специальности китайские народные танцы. Впервые агенты S.M. Entertainment заметили её в сентябре 2007 года на танцевальном конкурсе, после чего она подписала с агентством контракт, успешно пройдя прослушивание. Изначально Сун Цянь готовилась к дебюту в Южной Корее как актриса и модель. До дебюта девушка появлялась в рекламных роликах и музыкальных клипах, снималась в рекламе Spris с Ли Джун Ги.

## Карьера

### 2009−11: Начало карьеры

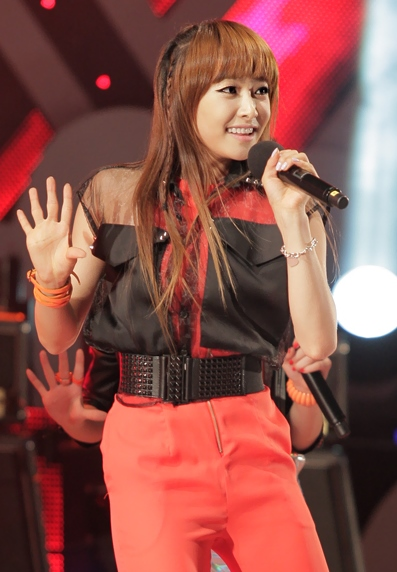
Виктория Сун в Seoul Plaza, 2011 год

Сун Цянь дебютировала в сентябре 2009 года как участница гёрл-группы f(x), взяв сценический псевдоним Виктория. В июне 2010 года её взяли в первый сезон шоу «Непобедимая молодёжь», определив в команду G7 с участницами других популярных женских групп. 1 июня стало известно, что Виктория также примет участие в реалити-шоу «Мы поженились», её партнёром стал Никхун из 2PM. Их пара стала известна как «Кхунтория»; Сун и Никхун значительно увеличили свою популярность, что привело шоу к успеху. В конце 2010 года она выиграла награду за популярность на MBC Entertainment Awards.

### 2012−17: Актёрская карьера и рост популярности

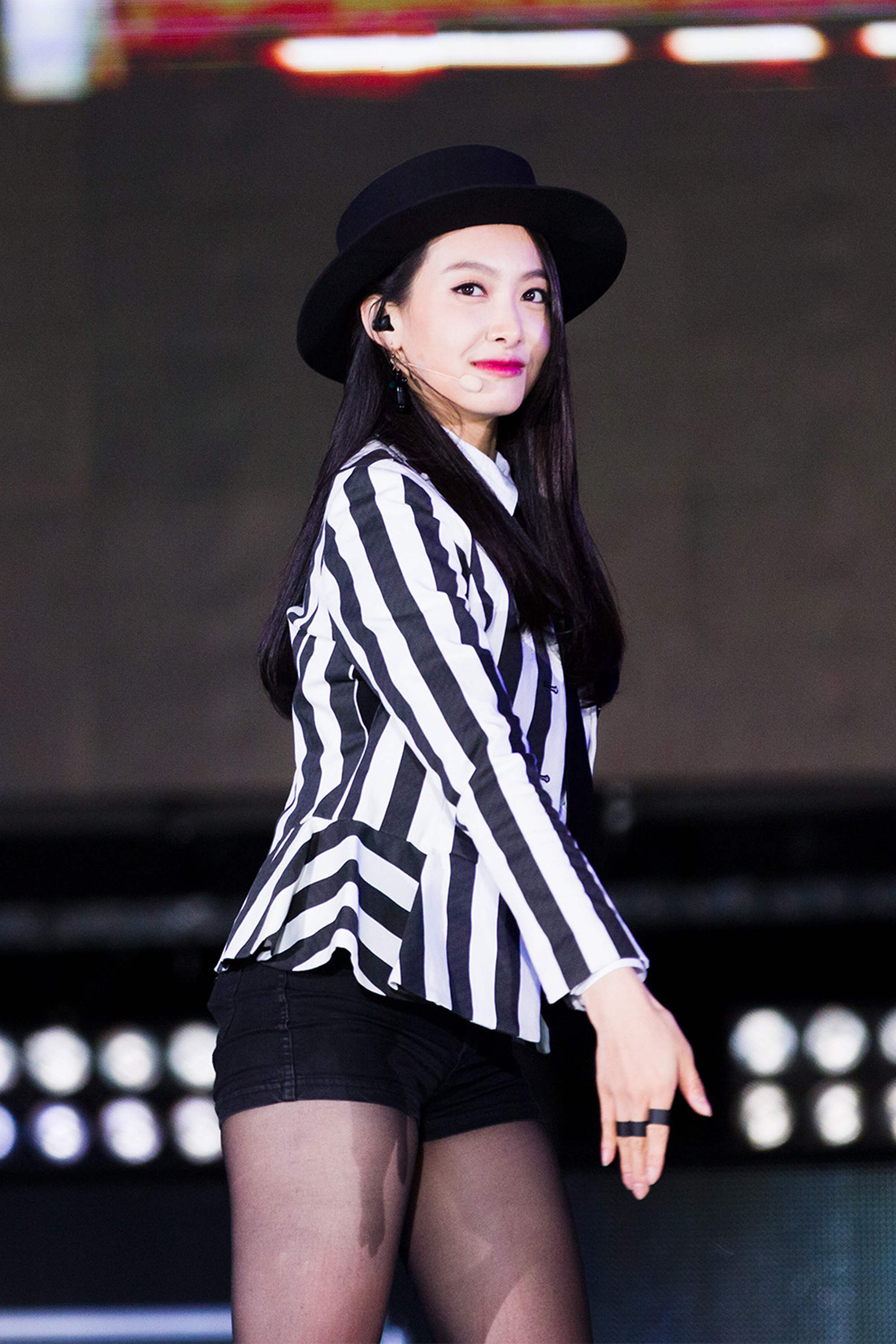
Виктория Сун на K-pop фестивале в Чеджу, октябрь 2015 года

В январе 2012 года Виктория получила одну из главных ролей в китайско-тайваньском проекте «Любовь ворвётся в двери», где также приняли участие Чжоу Ми (Super Junior-M) и Кельвин Чен из тайваньского бойбенда Fahrenheit. Сериал оказался в топе телевизионных рейтингов. На China TV Drama Awards Виктория одержала победу в номинации «Лучшая новая актриса». В декабре она выпустила фотобук «Гон-Ма Виктории», рассказывающий о её опыте путешествий в Гонконг и Макао. Китайская версия книги была выпущена в 2013 году. Также в 2013 году она стала ведущей шоу «Блеск» с актрисой Ким Соын. В 2014 году вместе с Чжоу Ми стала ведущей корейско-китайского шоу «Сильнейшая группа»., а позже приняла участие в записи сингла «Loving You» с его дебютного мини-альбома Rewind. Затем снялась в видеоклипе Чжан Лиинь на синглы «Agape» и «Not Alone» с бывшим участником EXO Тао.
В 2015 году стало известно, что менеджментом Виктории в Китае будет заниматься Джа Шикай. Помимо открытия собственной студии, она приняла участие в дораме «Красивая тайна». Специально для сериала был выпущен саундтрек «Star News». За первую половину 2016 года «Красивая тайна» установила рекорды по рейтингам на телевидении в Китае.
В 2016 году Виктория исполнила главную роль в фильме «Моя несносная девчонка 2», являющийся ремейком картины «Моя дрянная девчонка» 2001 года. Фильм был выпущен в кинотеатрах Кореи и Китая. Потом она появилась в китайском ремейке комедии «Свадьба лучшего друга», исполнив роль Кимберли из оригинального фильма. В том же году снялась в телесериале «Ледяная фантазия» по одноимённому роману Го Цзинмина. Специально для дорамы исполнила саундтрек «Li Luo». Также Виктория получила роль в дораме «Бесконечный август» вместе с Рейном.
С января по апрель 2017 года Виктория была соведущей телешоу «Туз против Туза». В апреле началась трансляция шоу «Победи чемпиона», где она была одной из участниц. В июне вместе с китайским актёром Хуан Сяомином снялась в фантастической дораме «Обещание». В июле исполнила одну из второстепенных ролей в фильме «Желанное». В августе присоединилась к касту телешоу «Айдолы наступают».

### 2018—настоящее время: Актерская деятельность
В январе 2018 года состоялась премьера исторической дорамы «Хроники города Цзынь», где Виктория исполнила главную женскую роль. Среди предстоящих телевизионных проектов Сун числятся: фантастический фильм «Легенда древнего меча», дорамы «Его исключительная первая любовь» и «Быть одиноким в любви».
13 марта Виктория представила дебютный сольный сингл «Roof on Fire», хотя официальные тизеры к дебюту были представлены ещё в мае 2017 года. Песня является пре-релизом к дебютному сольному альбому Victoria, дата выхода которого неизвестна. Она также присоединилась как судья к шоу «Горячая танцевальная команда».
В мае 2018 года Виктория снялась в фантастической романтической драме «Moonshine and Valentine» вместе с Хуан Цзинью. Сериал получил положительные отзывы, а Викторию похвалили за её актёрскую игру. В октябре она снялась в фантастическом приключенческом фильме «Легенда о древнем мече», основанном на видеоигре «Gu Jian Qi Tan 2».
В 2019 году Виктория снялась в современной романтической драме «Одинокая Любовь» вместе с ОО Оу.
Виктория сыграет главную роль в романтической драме «Найти себя рядом» с Song Weilong, а также «Брокер» с Ло Юньси.
5 сентября 2019 года Виктория объявила, что её контракт с SM Entertainment истек и что она покинет компанию. В тот же день SM Entertainment объявили, что она ещё не покинула компанию, а скорее они нашли новые способы работать вместе. Позже стало известно что Виктория не стала продлевать контракт и покинула агентство.

## Дискография

### Студийный альбом
| Название | Детали |
| -------- | --- |
| Victoria | - Релиз: 19 мая 2020 года - Лейбл: Shanghai Song Qian Film and Television Culture Studio (Victoria Studio) - Формат: Digital download, стриминг |

### Синглы
| Название                  | Год  | Пиковая позиция в чартах | Пиковая позиция в чартах | Продажи | Альбом   |
| Название                  | Год  | Billboard                | QQ                       | Продажи | Альбом   |
| ------------------------- | ---- | ------------------------ | ------------------------ | ------- | -------- |
| «Roof on Fire» (屋顶着火) | 2018 | 3                        | 9                        | N/A     | Victoria |
| «Up To Me»                | 2020 | —                        | —                        | N/A     | Victoria |

### Коллаборация
| Название                                         | Год  | Пиковая позиция в чартах | Альбом |
| Название                                         | Год  | CHN Baidu Chart          | Альбом |
| ------------------------------------------------ | ---- | ------------------------ | ------ |
| «Loving You» (Чжоу Ми совместно с Викторией Сун) | 2014 | 13                       | Rewind |

### Саундтреки
| Название                  | Год  | Пиковая позиция в чартах | Пиковая позиция в чартах | Альбом                                   |
| Название                  | Год  | CHN Baidu Chart          | CHN Billboard V Chart    | Альбом                                   |
| ------------------------- | ---- | ------------------------ | ------------------------ | ---------------------------------------- |
| «Star Tears (星星泪)»     | 2015 | 1                        | 10                       | Beautiful Secret OST                     |
| «Dear Child (亲爱的小孩)» | 2015 | —                        | —                        | Beautiful Secret OST                     |
| «I Believe»               | 2016 | 6                        | 2                        | My New Sassy Girl OST                    |
| «Li Luo (梨落)»           | 2016 | —                        | 9                        | Ice Fantasy OST                          |
| «Jiu Long Jue (九龙诀)»   | 2016 | —                        | —                        | Zhe Tian 3D Mobile Game Theme Song       |
| «Tao Hua Yuan (桃花源)»   | 2016 | —                        | —                        | Tao Hua Yuan Ji 2 Online Game Theme Song |

## Фильмография
| Год       |   | Русское название                 | Оригинальное название              | Роль                            |
| --------- | - | -------------------------------- | ---------------------------------- | ------------------------------- |
| 2012      | с | Любовь ворвётся в двери          | When Love Walked In                | Шень Я Инь                      |
| 2012      | ф | Это – Я                          | I.AM                               | В роли самой себя               |
| 2015—2016 | с | Красивая тайна                   | Beautiful Secret                   | Цзян Мэй Ли                     |
| 2015      | ф | SMTOWN: Сцена                    | SMTOWN Live: The Stage             | В роли самой себя               |
| 2016      | с | Ледяная фантазия                 | Ice Fantasy                        | Ли Луо                          |
| 2016      | ф | Моя дрянная девчонка 2           | My New Sassy Girl                  | Дрянная девчонка                |
| 2016      | ф | Свадьба лучшего друга            | My Best Friend's Wedding           | Менг Исюань                     |
| 2017      | с | Ледяная фантазия. Судьба         | Ice Fantasy Destiny                | Ли Луо (камео)                  |
| 2017      | с | Обещание                         | A Life Time Love                   | Му Цинмо                        |
| 2017      | ф | Желанное                         | Wished                             | Сян Сян (специальное появление) |
| 2017      | ф | Город рока                       | City of Rock                       | Цянь Цянь                       |
| 2018      | ф | Легенда древнего меча            | Legend of the Ancient Sword        | Вэнь Рен                        |
| 2018      | с | Хроники города Цзянь             | The Chronicles of Town Called Jian | Дун Чун Сяо                     |
| TBA       | с | Его исключительная первая любовь | His Excellency's First Love        | Гуан Пипи                       |
| TBA       | с | Бесконечный август               | Endless August                     | Вэян                            |
| TBA       | с | Быть одиноким в любви            | Сян Ян                             |                                 |

## Награды и номинации
| Год  | Церемония                          | Номинация                          | Что номинировано        | Результат | Ссылка |
| ---- | ---------------------------------- | ---------------------------------- | ----------------------- | --------- | ------ |
| 2010 | MBC Entertainment Awards           | Награда за популярность            | Мы поженились           | Победа    |        |
| 2012 | China TV Drama Awards              | Лучшая новая актриса               | Любовь ворвётся в двери | Победа    |        |
| 2015 | iQiyi All-Star Carnival            | Самый популярный айдол Азии        | н/д                     | Победа    | [ 54 ] |
| 2016 | Huading Awards                     | Лучшая новая актриса               | Красивая тайна          | Номинация | [ 55 ] |
| 2016 | Huading Awards                     | Лучшая актриса (Современная драма) | Красивая тайна          | Номинация | [ 56 ] |
| 2016 | Macau International Movie Festival | Лучшая актриса второго плана       | Свадьба лучшего друга   | Номинация | [ 57 ] |
| 2016 | iQiyi All-Star Carnival            | Самая популярная актриса           | Ледяная фантазия        | Победа    | [ 58 ] |
| 2016 | China TV Drama Awards              | Самая популярная актриса           | Ледяная фантазия        | Победа    | [ 59 ] |